# Хоровое училище имени М. И. Глинки
Хоровое училище имени Михаила Ивановича Глинки — Санкт-Петербургское государственное бюджетное профессиональное образовательное учреждение, в прошлом — при Государственной академической капелле Санкт-Петербурга.
Предоставляет полный цикл общего образования и одновременно специальное музыкальное образование по специальности 53.02.06. «Хоровое дирижирование» с присвоением квалификации хормейстер, преподаватель. Срок обучения 11 лет, обучаются только мальчики. Учащиеся 4-6 и 9—11 классов составляют хор мальчиков и юношей, который выполняет учебные и концертные функции. Помимо обязательных музыкальных предметов предоставляются возможности обучения на дополнительных музыкальных инструментах. Обучение в Училище бесплатное, для иногородних учащихся имеется интернат.
Выпускники училища поступают, главным образом, на дирижёрско-хоровые отделения вузов, а также на вокальное, музыкально-теоретическое, фортепианное и (в качестве второго высшего образования) на оперно-симфоническое. Типичное трудоустройство — артисты хора, хормейстеры, дирижёры хоров и оркестров, солисты оперных театров, преподаватели.

## История появления
Формально Хоровое училище основано в 1944 году (сперва называлось — Музыкально-хоровое училище, с 1945 — Хоровое училище, с 1954 — имени М. И. Глинки). Однако, поскольку изначально оно являлось частью Государственной академической капеллы Санкт-Петербурга, оно имеет давние корни. Капелла происходит из Хора Государевых певчих дьяков, основанного в XV в. в Москве и переведённого в 1703 в Санкт-Петербург (название «Капелла» хор получил в конце XVIII века). В какой-то момент в составе хора, изначально мужского, появились малолетние певчие — мальчики.
Сперва малолетние певчие занимались лишь пением, но уже c XVIII века неоднократно предпринимались попытки наладить для них регулярное обучение. В 1740 вышел указ Анны Иоанновны, где концертмейстеру И. Гюбнеру ставилась задача обучать малолетних певчих игре на инструментах. В 1766 директор Капеллы договорился с пансионатом Ф. Букета о регулярном обучении там малых певчих общеобразовательным предметам и иностранным языкам. Новые попытки организовать для мальчиков обучение игре на инструментах предпринимались в 1834 и в 1839. Однако непрерывную деятельность инструментальных классов в Капелле её директору А. Ф. Львову удалось наладить лишь с 1859. М. А. Балакирев и Н. А. Римский-Корсаков в 1884 провели реорганизацию инструментальных классов, приблизив их программу к консерваторской.
Одновременно при Капелле с 1846 действовали регентские классы. В отличие от классов инструментальных, предназначенных в первую очередь для малолетних певчих Капеллы, в регентские классы принимались взрослые приезжие студенты. Задачей регентских классов было устроить все церковные хоры империи единообразно по образцу придворного хора. Лишь в 1907 в регентские и инструментальные классы перестали принимать посторонних, чтобы избежать влияния «вредных политических течений».
В числе руководителей и педагогов Капеллы до начала XX в.: Д. Бортнянский, А. Львов, М. Глинка, Г. Ломакин, С. Смирнов, М. Балакирев, Н. Римский-Корсаков, А. Лядов, С. Ляпунов, А. Аренский, С. Смоленский, Н. Н. Кедров.
Среди выпускников инструментальных и регентских классов Придворной певческой капеллы композиторы и дирижёры
А. В. Александров, А. В. Анохин, П. А. Богданов, В. А. Дранишников, А. А. Егоров, В. А. Золотарёв, П. И. Иванов-Радкевич, Г. А. Казаченко, Н. В. Михайлов, И. В. Немцев, Н. С. Пономаренко, арфисты Н. И. Амосов, Н. Г. Парфёнов, флейтист Ф. В. Степанов. Диплом регентских классов также получил А. А. Архангельский. Неофициально обучался в Капелле во время каникул Н. Д. Леонтович.
В результате революций 1917 года хор Капеллы утратил своё специальное назначение императорского церковного хора, и для сохранения учреждения был разработан проект реорганизации. Основной деятельностью в новых реалиях стала музыкально-просветительская и концертная. Это требовало большой мобильности коллектива, быстрого постоянного освоения нового репертуара и удержания старого. Дети не могли выдержать такой нагрузки, и голоса мальчиков в хоре в 1920 были заменены женскими голосами. Образовательная составляющая деятельности Капеллы была отделена от концертной. Мальчики и присоединившиеся к ним с 1923 девочки использовались в хоре эпизодически лишь в качестве дополнительной краски. Для детей были оставлены инструментальные классы Капеллы, получавшие далее разные официальные названия (с 1924 — трудовая школа Петроградского/Ленинградского ГУБОНО/ОБЛОНО; с 1935 — 4-я средняя школа ЛЕНОБЛОНО). Бывшие регентские классы в 1923 получили новую жизнь в виде дирижёрско-хорового техникума. В него снова стали принимать посторонних взрослых студентов. Кроме того, в техникуме получали образование учащиеся школы Капеллы (одновременно с учёбой в старших классах). В 1930 техникум как самостоятельное учебное заведение был ликвидирован и полностью введён в состав школы в виде её старших классов. Школу и техникум Капеллы в период 1917—1935 окончили дирижёры Г. И. Беззубов, П. П. Григоров, Е. П. Кудрявцева, Б. С. Милютин, А. Г. Мурин, А. Е. Никлусов, К. А. Симеонов, валторнист П. К. Орехов, музыковед Н. Д. Успенский, частным образом у педагогов Капеллы занимался Е. А. Мравинский.
Последний выпуск школы Капеллы состоялся в 1935. В 1936 срок обучения был изменён с 9-летнего на 10-летний, поэтому в тот год выпуска не было. Позже в том же году школа Капеллы была ликвидирована, а на её основе — из её учащихся, её учителей и в её помещении — создана Десятилетка при Консерватории. Таким образом, бывшие учащиеся школы Капеллы, закончив обучение в последующие годы, получили диплом уже другого заведения. Среди таких выпускников — композитор Г. И. Уствольская, теоретик А. Л. Биркенгоф, дирижёры Ю. В. Гамалей, Е. М. Лугов.
Благодаря усилиям А. В. Свешникова в 1937 школа при Капелле создана заново. Она получила название Детская хоровая школа, первый приём был организован только в два класса (2 и 3), и принимались только мальчики. Хор мальчиков школы стал отдельной концертной единицей, выступая самостоятельно и совместно с взрослым хором Капеллы. К весне 1941 школа насчитывала уже шесть классов (с 1 по 6). Из-за блокады Ленинграда школа почти в полном составе вместе с детьми педагогов и артистов Капеллы была эвакуирована в село Арбаж Кировской области. В начале 1944 Детская хоровая школа Капеллы ликвидирована, а её учащиеся переведены в Москву, где на их основе создано Московское хоровое училище (ныне — в составе Академии хорового искусства имени Попова). Детская хоровая школа Капеллы за своё существование в 1937—1944 не дала ни одного выпуска, однако она воспитала большое количество известных музыкантов, уже в 1945 и в последующие годы получивших дипломы Московского хорового училища. Среди них — дирижёры Ф. М. Козлов, В. Н. Минин, А. А. Юрлов, композиторы Р. Г. Бойко, В. А. Отрезов, А. Г. Флярковский.
В 1944 благодаря инициативе и усилиям П. А. Богданова и Г. А. Дмитревского при Капелле, в очередной раз лишившейся своих детей, создано Музыкально-хоровое училище. Первыми его учениками стали те учащиеся довоенной Детской хоровой школы Капеллы, которые не поехали в эвакуацию, а также дети педагогов Училища и артистов Капеллы. Часть учащихся вернулись в Ленинград из Московского хорового училища. Кроме того, первые два года в Хоровое училище принимали не только мальчиков, но и девочек (после 1946 девочек перевели в другие учебные заведения).

## Современная деятельность
С 1955 Училище и его хор мальчиков являются самостоятельной организацией (с 1986 по адресу Мастерская ул., 4).

## Художественные руководители Хора мальчиков Хорового училища
- Богданов, Палладий Андреевич (1944—1955)
- Козлов, Фёдор Михайлович (1955—1989)
- Столповских, Владимир Васильевич (1989—1991)
- Беглецов, Владимир Евгеньевич (1991—2007)
- Соколов, Дмитрий Евгеньевич (2007—2008).
- Грачёв, Василий Васильевич (2008—2014).
- Беглецов, Владимир Евгеньевич (2014 — н. в.)

## Директора Хорового училища
- Свешников, Александр Васильевич (до 1941)
- Агафонов, Виктор Алексеевич (с 11 марта 1941)
- Крупнов, Сергей Дмитриевич (28 октября 1944 — 10 июня 1945)
- Козырева, Зоя Дмитриевна (вр. и. о. 10 июня — 26 сентября 1945)
- Хруцкий, Викентий Викентьевич (26 сентября 1945 — 16 апреля 1946)
- Боровецкий, Владимир Владимирович (16 апреля 1946 — 6 марта 1950)
- Лебедев, Дмитрий Николаевич (6 марта 1950 — 5 сентября 1953)
- Савейко, Роберт Игнатьевич (5 сентября 1953 — 19 февраля 1965)
- Козлов, Фёдор Михайлович (1 августа 1965 — 15 сентября 1967, 21 ноября 1980 — 29 июня 1982)
- Баранов, Владимир Константинович (15 сентября 1967 — 21 ноября 1980)
- Сухоцкий, Александр Александрович (29 июня 1982 — 25 августа 1988)
- Дзевановский, Сергей Юрьевич (1 ноября 1988 — 25 мая 2012)
- Хапров, Виктор Александрович (2012—2014)
- Беглецов, Владимир Евгеньевич (2014 — н. в.)

## Хор мальчиков в кино
- 1949 — Счастливого плавания! (песня Соловьёва-Седова на стихи Николая Глейзарова «Марш нахимовцев»)
- 1952 — Навстречу жизни (Марш молодых рабочих и Грустная песенка Соловьёва-Седова на стихи Николая Глейзарова)
- 1959 — Солнце светит всем (песня Баснера)
- 1966 — Песни в пути (песня Соловьёва-Седова о мальчишках с Невской заставы)
- 1967 — Щит и меч (песня Баснера на стихи Матусовского «С чего начинается Родина»)
- 1972 — Учитель пения
- 1978 — Ленинградские соловушки (документальный фильм о Хоровом училище)
- 1983 — Водитель автобуса (песня Баснера на стихи Матусовского «Мы — дети военной поры», не вошедшая в фильм)
- 1987 — Вскую прискорбно… (К 150-летию со дня смерти А. С. Пушкина)
- 1989 — Гласом моим (Фильм о Д. С. Бортнянском)
- 1989 — Года моей весны (Фильм о А. С. Пушкине)
- 1990 — Бакенбарды
- 2007 — Казнить нельзя помиловать
- 2016 — Петербургские соловушки (документальный фильм о Хоровом училище)

## Воспитанники Хорового училища

### Дирижёры
- Абальян, Борис Георгиевич
- Алексеев, Николай Геннадьевич
- Анисимов, Александр Михайлович
- Аниханов, Андрей Анатольевич[1]
- Антипин, Валерий Васильевич[2]
- Богданов, Валентин Владимирович
- Борейко, Андрей Викторович
- Борисов, Валерий Владимирович
- Бычков, Семён Маевич
- Вербицкий, Владимир Игоревич
- Дмитриев, Александр Сергеевич
- Зива, Владимир Петрович
- Карклин, Владислав Валерьевич (не заканчивал)
- Кожин, Валентин Васильевич
- Китаенко, Дмитрий Георгиевич
- Колобов, Евгений Владимирович
- Корнев, Николай Николаевич
- Кочановский, Станислав Александрович
- Крейцберг, Яков Маевич
- Кротман, Эдуард Евгеньевич
- Кунаев, Николай Иванович
- Левандо, Пётр Петрович[3]
- Легков, Станислав Николаевич
- Лютер, Святослав Робертович
- Лютер, Роберт Эрнстович
- Мартынов, Равиль Энверович
- Меликов, Феликс Гасанович
- Нестеров, Валентин Иванович
- Петренко, Андрей Александрович
- Петренко, Василий Эдуардович
- Пустовалов, Александр Иванович
- Пчёлкин, Вадим Александрович
- Рылов, Владимир Алексеевич
- Скворцов Глеб Игоревич
- Тарарин, Сергей Петрович
- Тепляков, Леонид Митрофанович
- Титов, Александр Вениаминович
- Успенский, Валерий Всеволодович
- Чернов, Александр Николаевич
- Чернушенко, Александр Владиславович
- Чернушенко, Владислав Александрович
- Шахмаметьев, Алим Анвярович (не заканчивал)

### Композиторы
- Балай, Леонид Петрович
- Броневицкий, Александр Александрович
- Воробьёв, Игорь Станиславович
- Дубравин, Яков Исакович
- Демуцкий, Илья Александрович
- Казановский, Евгений Фёдорович
- Кошеваров, Максим Александрович
- Леонидов, Максим Леонидович
- Мартынов, Николай Авксентьевич
- Отрезов, Вадим Александрович
- Панченко, Владислав Викторович
- Плешак, Виктор Васильевич
- Плешак, Сергей Викторович
- Смирнов, Дмитрий Валентинович
- Драницын, Николай Николаевич

### Певцы
- Атлантов, Владимир Андреевич
- Изотова, Кира Владимировна (не заканчивала)
- Леонидов, Максим Леонидович
- Мигунов, Пётр Викторович
- Морозов, Александр Викторович
- Мостовой, Станислав Владимирович
- Седов, Денис Борисович
- Штода, Даниил Александрович

### Инструменталисты
- Володось, Аркадий Аркадьевич (фортепиано, не заканчивал)
- Киняев, Олег Владимирович (орган)
- Мартынов, Тимур Равилевич (труба, не заканчивал)
- Некрасов, Максим Валентинович (губная гармошка)
- Олешев, Евгений Валерьевич (клавишные инструменты)
- Семёнов, Юрий Николаевич (орган)
- Талыпин, Олег Евгеньевич (фагот, не заканчивал)
- Цес, Станислав Гергардович (валторна, не заканчивал)

### Музыковеды
- Горковенко, Александр Александрович

## Награды
- Почётный диплом Законодательного Собрания Санкт-Петербурга (26 января 2005 года) — за выдающийся вклад в развитие образования и культуры в Санкт-Петербурге и в связи с 525-летием со дня основания[4].